# Mount Christie
Mount Christie är ett berg i Kanada.   Det ligger i provinsen Alberta, i den centrala delen av landet, 3 100 km väster om huvudstaden Ottawa. Toppen på Mount Christie är 3 120 meter över havet, eller 360 meter över den omgivande terrängen. Bredden vid basen är 2,4 km.
Terrängen runt Mount Christie är huvudsakligen bergig, men åt nordost är den kuperad.Trakten runt Mount Christie är nära nog obefolkad, med mindre än två invånare per kvadratkilometer.. Det finns inga samhällen i närheten. 
Trakten runt Mount Christie består i huvudsak av gräsmarker.